# Frank Drmic
Frank Drmic, né le 7 février 1978, à Melbourne, en Australie, est un ancien joueur australien de basket-ball. Il évolue durant sa carrière au poste d'ailier.

## Palmarès
- Champion NBL 1996